# Надарска пещера
Надарска пещера се намира на 30 km южно от Смолян, близо до село Могилица.
Проучена е за пръв път през 1975 г. от пещерен клуб „Студенец“ – Чепеларе, с ръководители Димитър и Георги Райчеви. Дължината ѝ е 55 m, но е богата на вторични пещерни форми. Пещера не е благоустроена и влизането вътре се извършва само с водач. Достъпа до входа се осъществява чрез изкачване по пътека като денивелацията е 100 m.
Пещерата се стопанисва се от ТД „Крепостта – Могилица“.